# Liste der Pröpste und Administratoren des Klosterstifts Altötting
Bislang sind nur wenige Pröpste und Administratoren des Klosterstifts Altötting bekannt, von denen das Kollegiatstift Altötting, das „vom Mittelalter bis ins 19. Jahrhundert (..) den Rang einer Stiftshofmark ohne eigenständige Verwaltung“ hatte, vermutlich meist nur als zusätzlich gewinnbringende Pfründe wahrgenommen wurde. Die Vorsteher des Klosters Ötting, von denen bislang nur ein einziger bekannt ist, werden bis auf Weiteres ebenfalls hier gelistet, da das Kollegiatstift Altötting als dessen „Wiedergründung“ gesehen wurde.

## Liste der Pröpste und Administratoren (soweit bekannt)

### Kloster Ötting, 876/877–907
- bis 903, womöglich auch noch bis 907: Burkhard von Passau

### Kollegiatstift Altötting, 1228/31–1803
- 1488–1508: Stiftspropst Johannes Mair war Sohn des Staatsmannes Martin Mair und veranlasste den Neubau der Stiftspfarrkirche St. Philipp und Jakob.
- 1508–1515: Johann Neuhauser, († 1516) bayerischer Kanzler
- 1516–1538: Paul Ziegler von Ziegelberg war u. a. ab 1509 Bischof des Bistums Chur.
- 1538–1551 Christoph Adam von Nussdorf (1511/12–1551), Domherr zu Salzburg.[2]
- 1551–1561 Johann Auer von Purlach auf Odelzhausen († 1561), Domherr in Salzburg und Passau.[3]
- 1561–1564: Wolfgang II. Griesstätter zu Haslach, von 1522 bis 1541 Propst des Klosterstiftes Höglwörth und daneben zwischenzeitlich Administrator des Klosters Baumburg, anschließend war er von 1541 bis 1559 als Wolfgang II. erst Stiftspropst im Rang eines Reichsprälaten, dann von 1559 bis 1567 erster Fürstpropst der Fürstpropstei Berchtesgaden sowie daneben ab 1561 Administrator der Stiftspropstei Altötting.[4]
- 1564–1578(?): Martin Eisengrein (auch Eysengreyn, Eisengrin, Isengrin u. ä.) war Theologe und Polemiker.
- 1604–1661(?) Franz Wilhelm von Wartenberg war ein Kardinal aus einer Seitenlinie des Fürstenhauses Wittelsbach. Er zählt zu den bedeutendsten Fürstbischöfen von Osnabrück und Regensburg; zudem leitete er die Diözesen Minden und Verden.
- 1661(?)–1685: Albrecht Sigismund von Bayern war u. a. von 1652 bis zu seinem Tod Fürstbischof von Freising und ab 1668 auch Fürstbischof von Regensburg.
- 1718–1722: Clemens August von Bayern war u. a. als Clemens August I. von 1723 bis 1761 Erzbischof von Köln und damit gleichzeitig Kurfürst des Heiligen Römischen Reiches, Landesherr des zugehörigen Erzstifts sowie der Nebenländer Vest Recklinghausen und Herzogtum Westfalen.
- 1722–1759: Moritz Adolf Karl von Sachsen-Zeitz-Neustadt war u. a. Bischof von Königgrätz und Bischof von Leitmeritz, Domherr in Köln sowie seit 1713 Herzog von Sachsen-Zeitz-Pegau-Neustadt.
- 1780–1787: Joseph Ferdinand Guidobald von Spaur war Prälat und Hofbischof am pfalz-bayerischen Kurfürstenhof in München.
- 1791–1803: Joseph Anton von Königsfeld, zugleich Landschaftsverordneter

### Ehrenkanonikatsstift St. Rupertus, seit 1930
- 1930–1956: Josef Engelhart
- 1957–1977: Alfons Maria Grüneis
- 1979–1995: Max Absmeier
- 1995–2002: Wilhelm Probst
- 2002–2020: Günther Mandl
- seit 2020: Klaus Metzl